# 에마드 (미사일)
에마드(Emad)는 이란이 개발한 노동 미사일이다. 북한은 노동 1호를 얼마나 개량했는지, 국제사회에 과시를 하지 않아서, 개량을 하지 않는 것으로 추정되지만, 이란은 샤하브 3호를 계속 개량해 국제사회에 과시하고 있으며, 그 최신형이 에마드 미사일이다.

## 역사
이란은 북한의 노동 1호를 수입해 샤하브 3호 미사일을 개발했다. 에마드는 샤하브 3호를 개량한 최신 버전이다. 이란 최초의 정밀유도 IRBM이며, CEP 10 m라는 정보도 있고, 500 m라는 정보도 있다. 보통은 500 m라고 알려져 있는데, 보통 CEP 500 m를 가지고 정밀유도라고 하지는 않는다.
2단 액체연료인 점은 샤하브 3호와 같지만, 1단의 날개가 작아졌고, 탄두의 모양이 바뀌었다. 핵폭탄, 화학무기가 공중에서 터지기 쉽게 탄두 디자인을 변경했다. 탄두중량 750 kg, 사거리 2000 km, CEP 30 m의 정밀유도 기능을 갖췄다. 2015년 10월 11일 공개되었다. 사거리가 2500 km 라는 정보도 있다.
2016년 2월 10일, 이란 관영 타스님 통신에 따르면 전날 호세인 데흐칸 이란 국방장관은 현지 방송에 출연해 사거리 확대 등 성능이 향상된 차세대 에마드 미사일인 '에마드 2'가 '새해(이란 새해로 오는 3월20일에 시작됨)'에 공개될 예정이라고 밝혔다.
2019년 4월, 대니 대논 이스라엔 유엔 대사는 이란이 샤하브 3호의 새로운 개량형을 2월 23일 시험발사했다고 규탄했다. 탄두중량 500 kg 이상, 사거리 3000 km 이상이라고 주장했다.
2020년 에마드 미사일을 사용해 우주 로켓을 발사했다. 3단 카세드 로켓이다.

## 같이 보기
- 노동 1호
- 샤하브 3호